# Goodnestone
Goodnestone es un pueblo inglés situado en Dover, en el condado de Kent.

## Historia
El origen del nombre de Goodnestone data de 1050, fecha en la que el conde sajón Godwin, ocupó el señorío que más tarde se llamó Godwinstone. Posteriormente, en 1704, Brook Bridges, construyó sobre la casa antigua una nueva mansión (se puede observar la fecha de construcción en un ladrillo) y un parque, Goodnestone Park, que se ha convertido en una atracción turística.

## Personajes ilustres
Montague Rhodes James nació en la rectoría de Goodnestone, el 1 de agosto de 1862.
La escritora Jane Austen visitó en varias ocasiones el pueblo ya que su hermano estuvo casado con una de las hijas de Brook Bridges. La escritora comenzó a escribir Orgullo y Prejuicio tras una de sus visitas a la casa.